# Stubline (Obrenovac)

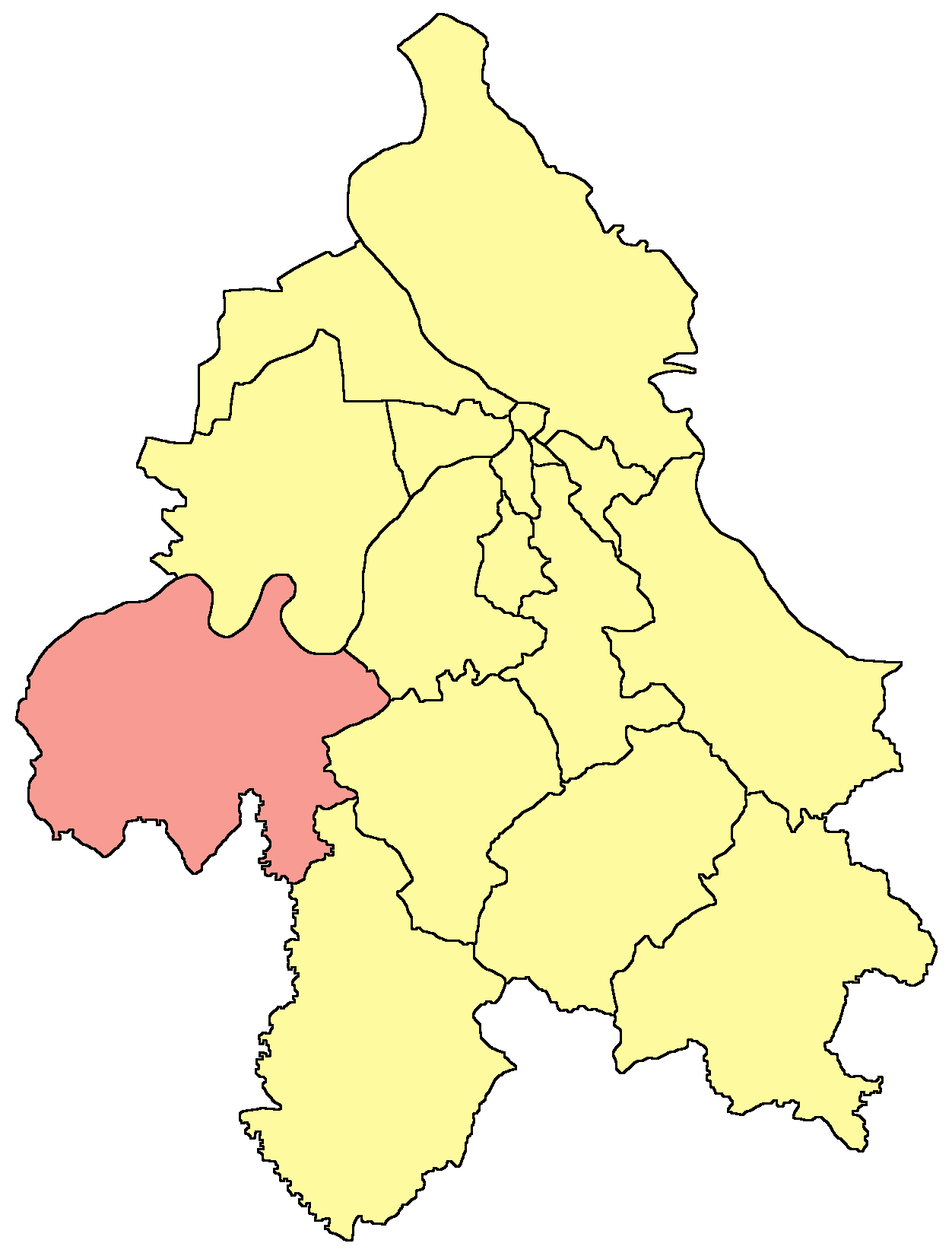
Localisation de la municipalité d'Obrenovac dans la Ville de Belgrade

Stubline (en serbe cyrillique : Стублине) est une localité de Serbie située dans la municipalité d’Obrenovac et sur le territoire de la Ville de Belgrade. Au recensement de 2011, elle comptait 2 869 habitants.
Stubline est officiellement classé parmi les villages de Serbie.

## Démographie

### Évolution historique de la population
| 1948  | 1953  | 1961  | 1971  | 1981  | 1991  | 2002  | 2011  |
| ----- | ----- | ----- | ----- | ----- | ----- | ----- | ----- |
| 2 040 | 2 140 | 2 331 | 2 605 | 2 895 | 3 182 | 3 099 | 2 869 |

|  |